# زیرغول
زیرغول (انگلیسی: Subgiant) ستاره‌ای است که سوخت هیدروژنی آن در هسته تمام شده است و در حال تبدیل شدن به ستاره غول است و در نمودار هرتسپرونگ-راسل در حدّفاصل رشتهٔ اصلی و ناحیهٔ غول‌ها واقع شده است.
بعد از اینکه موجودی هیدروژنی درون هسته رو به کاهش گذاشت و موجودی هلیم در هسته فزونی گرفت سوختن هیدروژن در لایه‌های بالای هسته آغاز می‌شود و لایه‌های بالایی شروع به انقباض می‌کنند؛ در این مرحله درخشندگی ستاره ثابت می‌ماند ولی دمای سطحی آن کاهش می‌یابد؛ بعد از این مرحله است که به مرور زمان ستاره وارد مرحله غولی می‌شود.